# Antonio Gramsci
Antonio Gramsci (n. 22 ianuarie 1891, Ales, Sardinia, Italia – d. 27 aprilie 1937, Roma, Regatul Italiei) a fost un lider politic italian și filozof. În 1921 a fost cofondatorul Partidului Comunist Italian, fiind pentru o perioadă liderul acestui partid.
A fost unul dintre cei mai importanți filozofi marxiști, cunoscut pentru conceptul de hegemonie culturală, care afirmă menținerea statului capitalist prin coerciția exercitată de clasa conducătoare asupra clasei muncitoare pentru a-i adopta valorile.
A fost și un autor important în teoria relațiilor internaționale.
A editat ziarul Ordine nuovo.

## Scrieri
- 1947: Scrisori din închisoare ("Lettere dal carcere")
- 1948: Materialismul istoric și filozofia lui Benedetto Croce ("Il materialismo storico e la filosofia di Benedetto Croce")
- 1948: Intelectualii și organizarea culturii ("Gli intellettuali e l'organizzazione della cultura")
- 1949: Il Risorgimento
- 1949: Însemnări despre Machiavelli, despre politică și despre statul modern ("Note sul Machiavelli sulla politica e sullo stato moderno")
- 1950: Literatura și viața națională ("Letteratura e vita nazionale")
- 1951: Trecutul și prezentul ("Passato e presente").
- 1975 Quaderni del carcere